# GE医疗
GE医疗或奇異醫療，是通用电气（GE）旗下的子公司，总部位于美国伊利诺伊州的芝加哥，在全球范围内共有超过46000名雇员。原用名为GE医疗系统（GE Medical Systems）。2004年，在与英国Amersham plc合并后，更名为GE医疗（GE Healthcare）。

## 历史

### 19世纪
1893年，C.F. Samms与J.B. Wantz制造电动机与啤酒泵；1895年10月，在一间30平米的地下室里，成立了维克托电器公司（Victor Electric Co.），启动资金3000美元，并雇佣6名员工。
维克托电器公司自1896年开展X射线放射业务，并推出X射线放射机（于伦琴发现X射线后一年）。由于公司发展策略的调整，1896年搬迁至新的办公地点，约90平方米，在1896年至1899年之间，公司还进行过三次搬迁，以解决办公地点空间紧缺问题。
维克托电器的竞争对手G.A.Frye在1896年开始制造X射线管。该公司于1897年被Swett&Lewis收购，开始涉及X射线放射业务。

### 20世纪
1900年，公司原有规模仍然可以在竞争中获胜。1903年，维克托电器在芝加哥市场大街（Market Street）55号大楼租用2层作为新的办公地点，并且在此办公长达七年。1910年，该办公地点出现空间危机，于1911年租用杰克逊大道（Jackson Blvd）与达曼大道（Damen Avenue）的交叉处的一幢大楼作为新的办公地点，至此之后的35年内，维克托电器公司一直在此办公逐渐占用整幢大楼，并在周边发展数个办公地点。
在X射线应用与商用的头20年里，新的公司如雨后春笋一般的出现：1901年西方电器线圈公司（Western Electric Coil Co.）成立；1902,Macalaster & Wiggin从Swett & Lweis 收购X射线管业务；另外还有放射电器公司（Radio Electric Co.），也就是人们所熟知的肖克－伦琴制造厂（Snook-Roentgen Manufacturing）与沙伊德尔西方X射线线圈公司（Scheidel Western X-Ray Coil Co.）。
1916年，沙伊德尔公司（Scheidel Western）、肖克－伦琴制造厂（Snook-Roentgen）、M&W （MacAlaster & Wiggin）与维克托电器公司合并，这是公司历史上第一次重要的合并，合并后保存维克托电器公司之名称。合并后的新公司由原维克托电器公司的两位创始人管理并控股，C.F.Samms出任总裁，J.B.Wantz任副总裁兼，主管制造与工程。
1920年，通用电气公司（General Electric）对维克托电器公司进行部分收购，在收购前，通用电气公司是当时一流的X射线管制造商。这次收购是维克托电器公司历史上第二次重要的合并。
which was, at that time, the foremost manufacturer of x-ray tubes.
1926年7月28日，维克托电器公司与通用电气公司完成合并，维克托电器公司成为通用电器公司旗下的全资子公司。此次合并为公司注入了新的活力，并且使维克托品牌进入国外市场，产品与服务遍及70多个国家。1930年，维克托电器公司更名为通用电器X射线公司（General Electric X-Ray Corporation）。
在第二次世界大战期间，X射线作为医疗设备应用于战争之中，供军医院使用。
战争结束之后，GEX射线公司继续发展。公司主营射线产品与信息业务，核心业务为X射线管的制造。由于射线管制造需要大量的玻璃管，公司的重心移至90英里外的北密尔瓦基（Milwaukee），并且在当地玻璃吹塑业招收大量人才。在此之后，公司的生产地点由芝加哥杰克逊大道迁至西密尔瓦基一块43亩（约合170000平方米）的厂房内，该厂房在二战期间被用于生产涡轮增压器，工厂前的一条大道被命名为电器大道（Electric Avenue）。1947年，GEX射线公司迁入新的办公地点。
1951年，公司组织撤消，更名为通用电气X射线部门。这个名称仅使用了10年不到的时间，在此期间公司出售了X射线制造业务，拓宽了医疗业务，并且更名为通用电气医疗系统部门。其中一个更名的原因，是因为1961年新增的电子监护设备以至于电子医疗业务的增加。在1967年，部门开发了模块监护设备用于心外科重症监护病房。心脏起搏器业务则从1960年早起开始研发，直到1969年上市。
1971年末至1972年，生物医学部门在工厂旁边建立了一幢9000平米的管理和研发大楼，部门更名为心外科手术研发部门。随着医疗业务的增长，通用电气公司扩大了它的医疗业务，并且医疗系统部门由原有的级别扩大升级成为医疗系统事业部。同年，沃基肖工厂计划扩建，于1972年开工,并于1972年竣工。2014年在台灣與友信醫療集團全面合作。